# Jamaica Bay

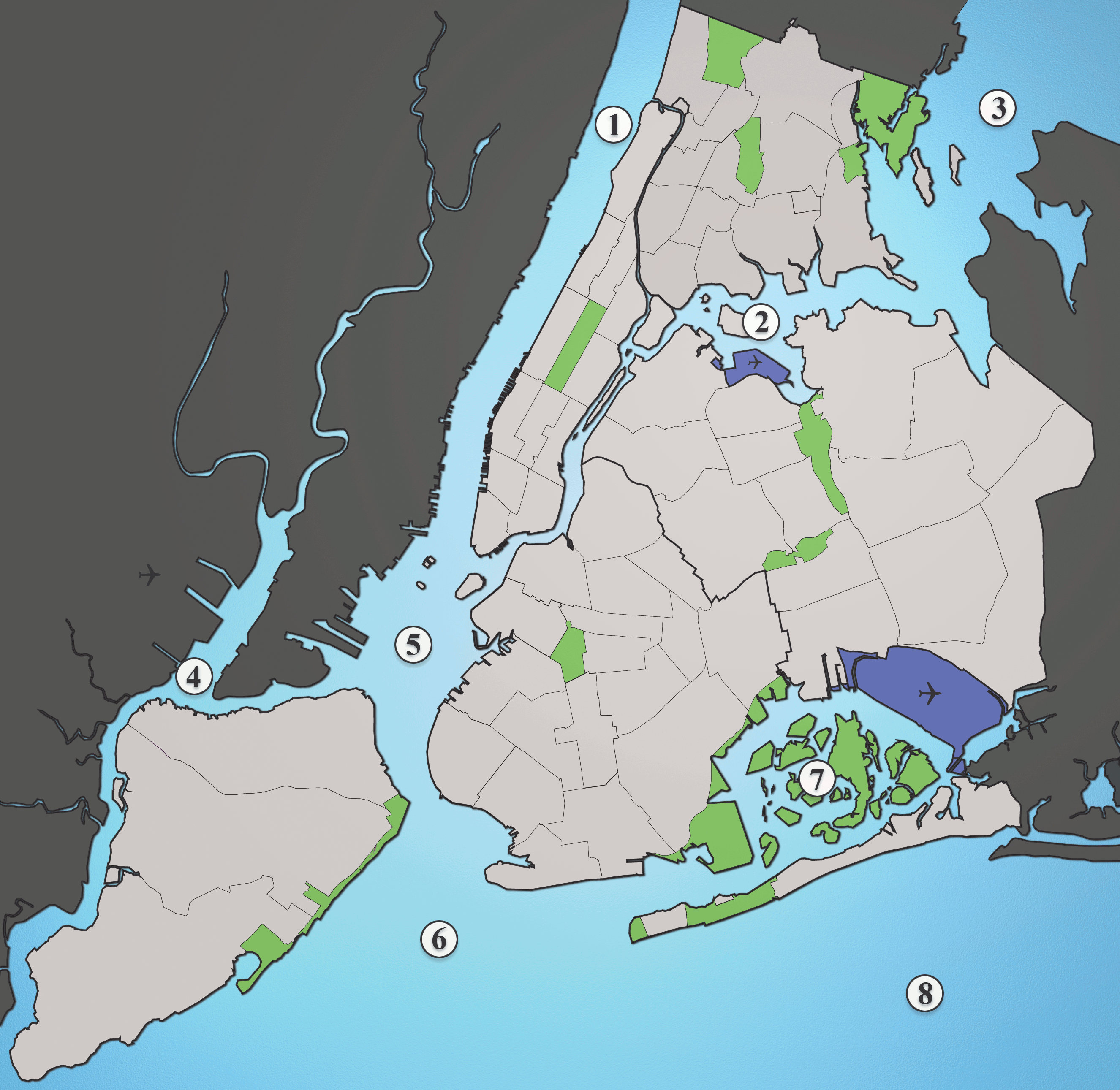
Vias aquáticas de Nova Iorque: 1. Rio Hudson, 2. Rio East, 3. Long Island Sound, 4. Baía de Newark, 5. Upper New York Bay, 6. Lower New York Bay, 7. Jamaica Bay, 8. Oceano Atlântico

A Jamaica Bay («baía da Jamaica») é uma baía na costa de Long Island, situada na cidade de Nova Iorque, no estado de Nova Iorque, perto do Aeroporto Internacional John F. Kennedy. As águas da baía servem de habitat a numerosas espécies de aves migratórias, bem como a várias espécies de animais selvagens. A maioria dos locais da baía está protegido legalmente desde 1972. Apesar disso, a poluição é um problema importante.
A Jamaica Bay situa-se na parte sudoeste de Long Island, entre os boroughs de Brooklyn e Queens. Os planos urbanísticos da cidade anteriores a 1910 designavam a baía como Grass Bay.